# Science-Fiction-Jahr 1893
Übersicht

◄◄ | ◄ | 1889 | 1890 | 1891 | 1892 | Science-Fiction-Jahr 1893 | 1894 | 1895 | 1896 | 1897 | ► | ►►

Weitere Ereignisse

## Neuerscheinungen Literatur
| Deutscher Titel                                                | Deutschsprachiges Erscheinungsjahr | Originaltitel                                         | Autor                  | Anmerkungen |
| -------------------------------------------------------------- | ---------------------------------- | ----------------------------------------------------- | ---------------------- | ----------- |
| Massenmord                                                     | –                                  | –                                                     | Karl Bleibtreu         |             |
| Die Aera der Menschenbefreiung 1890–1950                       | –                                  | –                                                     | Karl Otto Freiing      |             |
| Der jüngste Tag                                                | –                                  | –                                                     | Rudolf Heinrich Greinz |             |
| Ein Reise nach Freiland                                        | –                                  | –                                                     | Theodor Hertzka        |             |
| Mene tekel!                                                    | –                                  | –                                                     | Franz Ludwig Hoffmann  |             |
| Socialistische und Ethische Erziehung im Jahre 2000            | –                                  | –                                                     | Ferdinand Kemsies      |             |
| Oesterreich im Jahre 2020                                      | –                                  | –                                                     | Josef von Neupauer     |             |
| Das Reich Judäa im Jahre 6000 (2241 christlicher Zeitrechnung) | –                                  | –                                                     | Max Osterberg          |             |
| Die Welt als Werkstatt                                         | –                                  | –                                                     | Hugo Pratsch           |             |
| Des Bellamy Zeitalter * 2001–2010 *                            | –                                  | –                                                     | Alexander Reichardt    |             |
|                                                                |                                    | Hartmann the Anarchist, or The Doom of the Great City | Edward Douglas Fawcett |             |
|                                                                |                                    | The Angel of the Revolution                           | George Griffith        |             |
|                                                                |                                    | The Man of the Year Million                           | H. G. Wells            |             |

## Geboren
- E. Everett Evans († 1958)
- Harl Vincent († 1968)

## Gestorben
- Oskar Justinus (* 1839)